# La Force, Dordogne
La Force (okcitansko La Fòrça) je naselje in občina v francoskem departmaju Dordogne regije Akvitanije. Leta 2008 je naselje imelo 2.527 prebivalcev.

## Geografija
Kraj leži v pokrajini Périgord ob reki Eyraud, 10 km zahodno od Bergeraca.

## Uprava
La Force je sedež istoimenskega kantona, v katerega so poleg njegove, vključene še občine Bosset, Le Fleix, Fraisse, Ginestet, Les Lèches, Lunas, Monfaucon, Prigonrieux, Saint-Georges-Blancaneix, Saint-Géry in Saint-Pierre-d'Eyraud z 12.060 prebivalci.
Kanton Force je sestavni del okrožja Bergerac.

## Zanimivosti
- Château de La Force,
- protestantska cerkev.